# Rake (US-amerikanische Fernsehserie)
Rake ist eine US-amerikanische Fernsehserie, die am 23. Januar 2014 ihre Premiere beim Sender FOX feierte.
Die Serie besteht aus 13 Folgen in einer Staffel, da der ausstrahlende Sender aufgrund schwacher Quoten von einer Fortsetzung absah und die Serie bereits unterhalb ihrer Ausstrahlung auf einen schlechteren Sendeplatz verlegte.
Die deutsche Erstausstrahlung erfolgte ab 2. Juli 2014 beim deutschen Ableger des Universal Channels.

## Inhalt
Die Serie zentriert auf das komplizierte Leben des Strafverteidigers Keegan Deane, der an extrem selbstzerstörerischen Tendenzen leidet: Er trinkt, schläft mit Prostituierten, leidet an Spielsucht und verhält sich ungebührlich vor Gericht. Dieses Verhalten wird ihm im Umgang mit seiner Ex-Frau, seinem Sohn, Klienten und Richtern immer wieder zum Verhängnis.

## Darsteller und Synchronisation
Die deutsche Synchronfassung der Serie wurde bei der VSI Synchron GmbH, Berlin unter Dialogbuch und Dialogregie von Sabine Sebastian erstellt.
| Schauspieler     | Charakter                  | Synchronsprecher  |
| ---------------- | -------------------------- | ----------------- |
| Greg Kinnear     | Keegan Deane               | Bernd Vollbrecht  |
| Miranda Otto     | Maddy Deane                | Alexandra Wilcke  |
| John Ortiz       | Ben Leon                   | Stefan Gossler    |
| Necar Zadegan    | Scarlet Leon               | Sabine Falkenberg |
| Bojana Novaković | Michaela „Mikki“ Partridge | Julia Kaufmann    |
| Tara Summers     | Leanne Zander              | Claudia Gáldy     |
| Jeffrey Nordling | Bruce Mangan               | Johannes Berenz   |
| Ian Colletti     | Finn Deane                 |                   |
| Omar Dorsey      | Roy                        | Matti Klemm       |
| Anne Gee Byrd    | Frances Leon               |                   |
| Cedric Yarbrough | Jules                      | Oliver Feld       |
| Elizabeth Ho     | Debbie Lee                 | Anita Hopt        |
| Damon Gupton     | Marcus Barzmann            | Florian Halm      |
| Kim Hawthorne    | Gloria Barzmann            |                   |

## Episodenliste
Die Ausstrahlungsreihenfolge der Episoden unterscheidet sich in Deutschland insofern, als die Episode Busenfreund/Mammophile in den USA als 13. und letzte lief, beim Universal Channel als 6. Episode, wie auch ursprünglich bei der Produktion angedacht war. Im Rahmen der frühzeitigen Absetzung im US-Fernsehen wurde diese Reihenfolge dort verändert. Auch wurden die frühen Episoden nicht in Produktionsreihenfolge gezeigt, da die eigentliche Pilotepisode, Episode 2, nach Aussage von Produzent Peter Tolan „Einen Überschuss an Nicht-Drama.... aber vielleicht zu viel Traurigkeit“ („an overload of not drama ... but maybe a little sadness“) zum Inhalt hatte.
deutsche Ausstrahlungsreihenfolge:
| Episodennummer | dt. Titel                             | dt. Erstausstrahlung | Originaltitel             | Erstausstrahlung (USA) |
| -------------- | ------------------------------------- | -------------------- | ------------------------- | ---------------------- |
| 1              | Keegan Deane – Garantiert ungeniert   | 02.07.2014           | Serial Killer             | 23.01.2014             |
| 2              | Die Amish und die Anklage             | 02.07.2014           | A Close Shave             | 30.01.2014             |
| 3              | Spieler unter sich                    | 09.07.2014           | Cancer                    | 06.02.2014             |
| 4              | Der Kannibale von Los Angeles         | 09.07.2014           | Cannibal                  | 13.02.2014             |
| 5              | Zum Ersten, zum Zweiten … verheiratet | 16.07.2014           | Bigamist                  | 20.02.2014             |
| 6              | Busenfreund                           | 16.07.2014           | Mammophile                | 27.06.2014             |
| 7              | Der Bessere verliert                  | 23.07.2014           | Jury Tamperer             | 27.02.2014             |
| 8              | Partnergeschichten                    | 23.07.2014           | Three Strikes             | 06.03.2014             |
| 9              | Falsch gemacht                        | 30.07.2014           | Staple Holes              | 14.03.2014             |
| 10             | Hallo, Hübscher                       | 30.07.2014           | Hey, Good Looking         | 21.03.2014             |
| 11             | 50 Shades of Gay                      | 06.08.2014           | 50 Shades Of Gay          | 28.03.2014             |
| 12             | Was Frauen wollten                    | 06.08.2014           | Remembrance Of Taxis Past | 05.04.2014             |
| 13             | Dreier mit Hund                       | 06.08.2014           | A Man’s Best Friend       | 05.04.2014             |

## Veröffentlichung im deutschsprachigen Raum
Eine Veröffentlichung der kompletten Serie auf DVD, bezeichnet als Die komplette erste Season, ist bei Sony Pictures Home Entertainment erschienen. Diese enthält die Folgen in jener Anordnung, in welcher sie im US-Fernsehen liefen, ohne dass auf die Produktionsreihenfolge Acht gegeben wurde.